# Tegenpaus Benedictus X
De tegenpaus Benedictus X, geboren als Giovanni Mincio¹ (gestorven tussen 1073 en 1080), was een tegenpaus in de periode 1058-1059.

## Biografie
Benedictus X was kardinaal-bisschop van Velletri toen in 1058 paus Stefanus IX (X) overleed. Door Gregorius II graaf van Tusculum, of zijn opvolger, uit een invloedrijke adellijke familie die sinds de 10e eeuw de wereldlijke en religieuze macht in Rome had, werd Benedictus als kandidaat naar voren geschoven en benoemd tot nieuwe paus. Verschillende kardinalen, die de pausbenoeming ongeldig verklaarden, omdat hij tot stand was gekomen door omkoperij, vluchtten uit Rome uit angst voor represailles.
Hildebrand van Sovana, de latere paus Gregorius VII, was ook een fel tegenstander van deze pauskeuze en verkreeg daarbij de steun van de hertog van Lotharingen-Toscane en keizerin Agnes. Op zijn voorspraak werd Gerhard van Bourgondië verkozen tot paus Nicolaas II in 1058.
Nadat Nicolaas de tegenpaus Benedictus afgezet had en geëxcommuniceerd, werd Benedictus door aanhangers van de nieuwe paus uit Rome verdreven. Met de hulp van troepen van de Noormannen volgden twee oorlogen tegen Benedictus, waarna die uiteindelijk in 1059 zich overgaf en afzag van zijn pauselijke ambitie. In 1060 werd Benedictus gevangengezet en het is tijdens die gevangenschap dat hij uiteindelijk overleed.
Voortkomend uit deze affaire was, dat onder Nicolaas II nieuwe regels werden opgesteld met betrekking tot toekomstige pausverkiezingen.

## Noot
¹Andere naamsaanduidingen zijn:
- Johannes Mincius
- Giovanni Mincio van Tusculum
- Giovanni Mincio van Velletri.

Cursief: tegenpaus
- Gemeinsame Normdatei: 100937667
- Virtual International Authority File: 34810491